# Kasaličtí
Český zemanský (vladycký), později rytířský rod Kasalických má dvě větve – Kasalických z Kasalic a Kasalických z Kaštic.
První doložená písemná zmínka o rodu Kasalických pochází z roku 1410.

## Historie

### Kasaličtí z Kasalic
Jméno Kasalických z Kasalic je spojeno s obcí Kasalice v okrese Pardubice. Podle Profouse jméno vsi pochází od lidí Kasalových.
Roku 1410 prodal Diviš z Kasalic se svojí matkou plat na tvrzi Suchá (okres Hradec Králové, nedaleko od vsí Sadová a Nechanice). Ještě roku 1450 v Hradci jednal veřejně o určitých úmluvách s Koldou ze Žampechu.
Vladycké statky v Kasalicích vlastnil kolem roku 1455 Petr z Kasalic.
Petr Kasalický z Kasalic byl 1528–1530 purkrabím na hradě Hluboká. Petr Kasalický z Kasalic (snad týž) zemřel mezi roky 1550 a 1553 bezdětný. Jeho manželka Anna z Úloha pak odkázala jejich zámek Hodkov s poplužním dvorem Janu Čejkovi z Olbramovic na Kácově, Zdeslavovi Vrabskému Tluxovi z Vrábí a Adamovi Šlibovskému ze Skřivan.

### Kasaličtí z Kaštic
O patricijském rodě, později povýšeného do rytířského stavu, Kasalických z Kaštic, se městské knihy královského města Kolína zmiňují poprvé roku 1463. Byl zde dlouho usazen a zasedal často v městské radě. Jan Kasalický byl konšelem přinejmenším v letech 1463 a 1466.
Dolní dvůr v Polepech asi 3 km jižně od centra Kolína získal Jan Kasalický roku 1518. Ten také společně s bratry Jiříkem a Matoušem obdržel od Ferdinanda I. erb a přídomek „z Kaštic“, který užívají od roku 1541. Dvůr v Polepech prodává Burian Kasalický městu Kolínu roku 1593.
Tvrz, dvůr a ves Pašiněves asi 4 km jihozápadně od centra Kolína, dnes zvanou Pašinka, měli v držení Kasaličtí z Kaštic v letech 1547–1645. Získal ji Jan Kasalický z Kaštic od Vácslava Popela z Vesce směnou za velký dvůr na kolínském předměstí. Janovi synové byli Vácslav, Jindřich, Zikmund a Jiřík.
O Jiříkovi Kasalickém z Kaštic existuje zmínka z roku 1581 o jeho hodování a souboji s Janem Mladším z Chotouně seděním v Nymburce.
Burian Kasalický z Kaštic byl v roce 1582 purkrabím na třeboňském panství.

## Erb
Kasaličtí z Kasalic užívali v erbu Tatara s kabelí. Stejný s erbem Košíků z Lomnice, rodu vymřelého 1437.
Větev z Kaštic měla erb se stříbrnou kolčí přílbou v modrém poli.

## Citáty
| „                                                                         | Uroz. P. Buryan Kassalický z Kasticz a paní Johanna z Wildensteinu, manželka jeho, kterýžto léta 1598 na den sv. Štěpána, po nich i rodina jeho v času rány morový ze svieta jsou sešli a zde odpočívají. | “ |
| — nápis na někdejším rytířském náhrobku v chrámu sv. Bartoloměje v Kolíně | |   |